# Alisher Maksudov

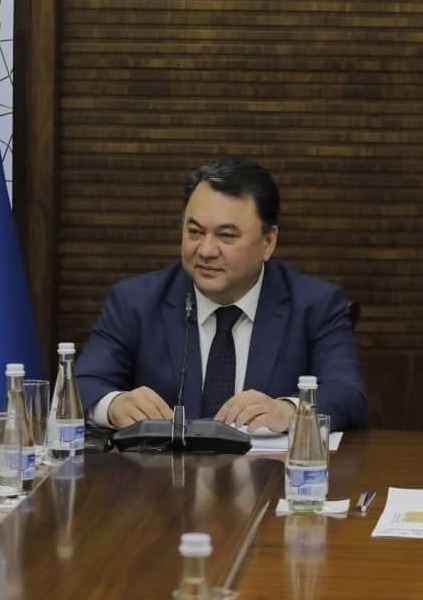
Alisher Maksudov

Alisher Irkinovich Maksudov (usbekisch: Alisher Irkinovich Maksudov; geboren am 9. Juli 1974 in Taschkent, Usbekische SSR) ist ein usbekischer Staatsmann, seit 16. November 2020 Vorsitzender des Staatsausschusses der Republik Usbekistan für Ökologie und Umweltschutz.

## Lebenslauf
1996 absolvierte er das Taschkent-Institut für Textil- und Leichtindustrie mit einem Abschluss in Stoff- und Stricktechnik und 2003 einen Abschluss in Außenwirtschaft an der Tashkent State Economic University.
Von 1996 bis 1999 war er als Spezialist der zweiten Kategorie der Firma Inagro des republikanischen selbsttragenden Außenhandelsverbandes Innovation des Ministeriums für Außenwirtschaftsbeziehungen der Republik Usbekistan tätig. 2005 wurde er zum Generaldirektor von Toshkent-Toitepa Textile LLC ernannt. Anschließend arbeitete er in der staatlichen Aktienhandelsgesellschaft Uzinterimpex des Ministeriums für Außenwirtschaftsbeziehungen, Investitionen und Handel der Republik Usbekistan als amtierender Vorstandsvorsitzender, stellvertretender Vorstandsvorsitzender für die Organisation von Exporten und Importen seit 2014 als Vorstandsvorsitzender des Unternehmens.
Von 2014 bis 2015 war er stellvertretender Minister für Außenwirtschaftsbeziehungen, Handel und Investitionen. 2015 wurde er zum ersten stellvertretenden Vorsitzenden der Uzpakhtasanoatexport-Holding ernannt und ab 2017 leitete er das Unternehmen Uzpakhtasanoat.
Am 16. November 2020 wurde Maksudov Alisher durch Dekret des Präsidenten Usbekistans, Shavkat Mirziyoyev, zum Vorsitzenden des Staatlichen Ausschusses für Ökologie und Umweltschutz Usbekistans ernannt.

## Auszeichnungen
Auf Erlass des Präsidenten der Republik Usbekistan erhielt er 2019 den Dustlik-Orden für seinen Beitrag zur Steigerung des Wirtschaftswachstums des Landes.